# Richard Lucero

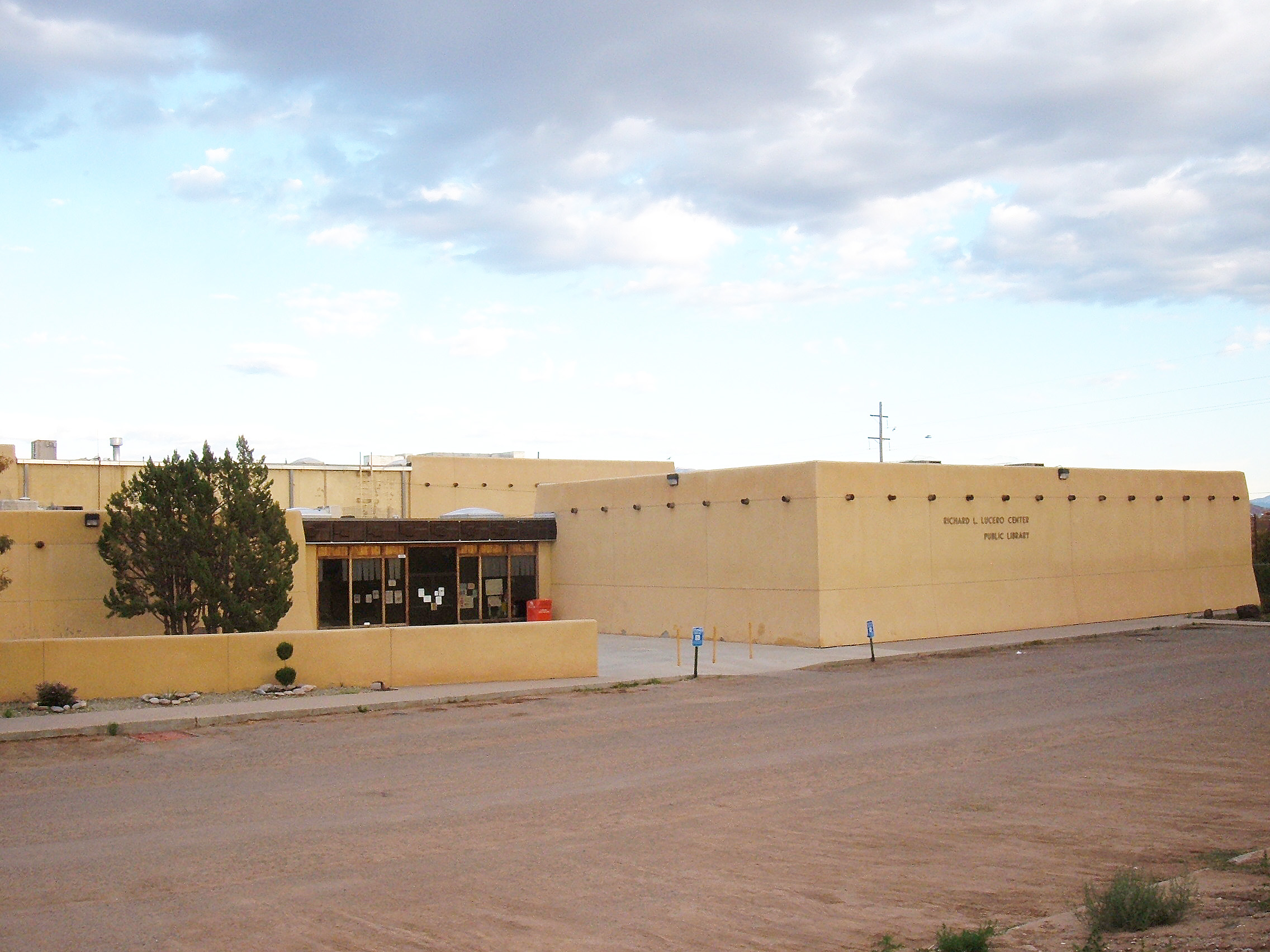
La Biblioteca pública de Richard Lucero en una mañana de sol y tranquila.

Richard Lucero fue el alcalde de Española, Nuevo México desde 1972 hasta 1980, y luego desde 1998 hasta 2006, cuando él decidió no postularse para la reelección, afirmando que quería jubilarse. Fue el alcalde que más tiempo gobernó en la historia de la ciudad.
En la actualidad es propietario de la tienda Carhartt en Española. Fue presentado en KRQE 13 para la contratación de un médico de agua (brujo) en busca de agua diciendo que confía en las técnicas antiguas en lugar de todas estas nuevas formas de la tecnología. Richard Lucero actualmente sirve en la Junta de Escuela Militar Española (una alternativa a la Escuela Española de distrito). Los miembros de la Junta son en su mayoría de la administración de Lucero. El sobrino de Lucero era un concejal de la ciudad. Richard Lucero nunca se ha casado. La Biblioteca Pública Española y el Recreational Swim and Athletic Center fueron llamados en su honor Richard Lucero Center durante su administración.
- Datos: Q7327491